# Stylocheiron
Stylocheiron is een geslacht van kreeftachtigen uit de familie van de Euphausiidae.

## Soorten
- Stylocheiron abbreviatum G.O. Sars, 1883
- Stylocheiron affine Hansen, 1910
- Stylocheiron armatum Colosi, 1917
- Stylocheiron carinatum G.O. Sars, 1883
- Stylocheiron elongatum G.O. Sars, 1883
- Stylocheiron indicum Silas & Mathew, 1967
- Stylocheiron insulare Hansen, 1910
- Stylocheiron longicorne G.O. Sars, 1883
- Stylocheiron maximum Hansen, 1908
- Stylocheiron microphthalma Hansen, 1910
- Stylocheiron robustum Brinton, 1962
- Stylocheiron suhmi G.O. Sars, 1883